# Adesso e qui (nostalgico presente)
Adesso e qui (nostalgico presente) è un singolo della cantante italiana Malika Ayane, il primo estratto dal suo quarto album in studio Naïf e pubblicato l'11 febbraio 2015.
Il brano si è piazzato al 3º posto al Festival di Sanremo 2015, vincendo inoltre il Premio della Critica "Mia Martini".

## Il brano
Il testo del brano è stato scritto da Malika Ayane e Pacifico, mentre la musica è firmata da Giovanni Caccamo e Alessandra Flora. Il brano, come anche il video, sono ispirati al film francese La ragazza sul ponte di Patrice Leconte e racconta l'evoluzione di una storia d'amore. Il brano viene cantato in duetto con Paola Turci al Roxy Bar di Red Ronnie; viene inoltre eseguito dalla cantante insieme a Giovanni Caccamo, il quale canta il brano anche da solista in diverse occasioni.

## Video musicale
Nel videoclip che accompagna la canzone, anch'esso ispirato al film La Ragazza sul Ponte, Malika canta la canzone mentre si trova legata a un gigantesco bersaglio rotante; un misterioso lanciatore di coltelli la prende di mira tirandole una dopo l'altra numerose lame. Sul finire del video si scopre che in realtà il lanciatore di coltelli è la stessa Malika; l'ultimo coltello sembra mirare dritto al volto della cantante, ma si ferma a pochi millimetri da esso.

## Tracce
1. Adesso e qui (nostalgico presente) – 3:51

## Classifiche

### Posizioni massime
| Classifica (2015) | Posizione massima |
| ----------------- | ----------------- |
| Italia            | 9                 |